# Ireneusz Załuski
Ireneusz Załuski herbu Junosza (ur. 10  sierpnia 1835 w  Kłajpedzie, zm. 20 maja 1868 we Dreźnie) – polski rzeźbiarz

## Życiorys
Urodził się w rodzinie marszałka szlachty powiatu upickiego, jednego z przywódców powstania listopadowego na Litwie, odnowiciela uzdrowiska Iwonicz-Zdrój – Karola Załuskiego (1794–1845) i matki Amelii Załuskiej z książąt Ogińskich (1805–1858). Uczył się rysunku w Krakowie u Wojciecha Stattlera, potem rzeźby w Szkole Sztuk Pięknych, następnie w Wiedniu i Rzymie. Wziął udział w powstaniu styczniowym. Walczył w bitwie pod Radziwiłłowem (zakończonej niepowodzeniem 2 lipca 1863). W okresie późniejszym służył w armii austriackiej, w randze porucznika pułku kirasjerów walczył pod Sadową. Zmarł od rany otrzymanej w pojedynku.
Miał czterech braci i cztery siostry; byli to:
- Michał Karol Załuski z Iwonicza h. Junosza 1827–1893
- hr. Maria Eugenia Zofia Załuska h. Junosza 1829–1910
- hr. Emma Honorata Ida Załuska 1831–1912
- Karol Bernard 1834–1919
- Stanisław Maria 1838–1904
- Iwo Leon Franciszek 1840–1881
- hr. Ida Rozalia Aniela Załuska h. Junosza 1841–1916
- hr. Franciszka Joanna Amelia Załuska h. Junosza 1843–1924